# チェーピン・A・ハリス
チェーピン・アーロン・ハリス（Chapin Aaron Harris、1806年5月6日 - 1860年9月29日）はアメリカ合衆国の歯科医師、歯学者。

## 経歴
1806年にニューヨーク州ポンペイ（Pompey）で出生したが幼少のころにオハイオ州に移住した。1824年から医師になるため勉強の甲斐で医学博士、医師免許を取得した。歯学者としての顔ももち、1837年にメリーランド州ボルチモア歯科医院を開業してからは歯科医師を本業とした。
1840年にボルティモア歯科医学校（Baltimore College of Dental Surgery）をホーレス・H・ハイデンと協力して同校を創立させた。1860年に過労死。

## 著書
- 『The Dental Art, a Practical Treaties on Dental Surgery』（邦題:歯科手術学、1839年）
- 『Dictionary of Dental Surgery』（邦題:歯科医学辞典）